# Honda S660
La Honda S660 est une voiture de sport à deux places qui rentre dans la très petite catégorie des Keijidōsha, elle est fabriquée par le constructeur japonais Honda. La voiture pèse environ 830 kg avec la transmission manuelle et 850 kg avec la CVT automatique. Un prototype a été présenté au salon de l'automobile de Tokyo en novembre 2013, le grand salon japonais de l'automobile. C'est la successeur de la Honda Beat. La convention de dénomination consistant à utiliser la lettre «S» suivie de la cylindrée du moteur est une longue tradition Honda qui remonte à la première voiture de production de Honda, la Honda S500.

## Production
Le président de Honda Motor Co, Takanobu Ito, a indiqué que la production du S660 était prévue pour 2015. Il n'est pas clair s'il s'agit du modèle du marché japonais ou d'une version du marché mondial. Le président américain Honda Motor Co, Tetsuo Iwamura, aurait déclaré: «Je me battrais personnellement pour cela», pour venir aux États-Unis si le marché américain le demandait.